# 上古日語
上古日語（日语：／ Jōdai Nihon-go），指奈良時代及其以前使用的日語古語。

## 背景
上古日語的分期沒有統一標準，但多採用重要的歷史事件，例如上古日語在794年結束，因為首都由平城京遷往平安京。但上古日語何時開始，沒有統一說法，因為在部份古典漢文典籍，例如《三國志·魏志》（公元3世紀），已找到少量日語詞彙，主要是人名和地名；而出現較長篇日語的文獻，是712年的《古事記》，基於這個原因，上古日語的開始被定為712年，這段時期剛好和奈良時期（710年至794年）吻合。
欲了解上古日語的情況，唯有通過考查當時文獻的複寫本。此類文獻數量較少，僅有《古事記》、《日本書紀》、《萬葉集》以及年代較早的各地風土記等。不過由於本居宣長等早期研究者的努力，其形態已經相當明確。

## 文字
目前已知日本最早的文獻用漢字書寫，部份文獻顯示了日語語法，例如詞序（例如把動詞放在受詞後）。另外，部份文獻以漢字表示日語音，這個情況在後來漸漸普遍，並發展出萬葉假名，萬葉假名是以漢字表達日語音，這個系統在《古事記》已出現。

## 音系
上古日語的構擬，是通過和同期的古漢語語音和古琉球語語音作比較。雖然《萬葉集》的詩歌主要反映日本中部語音，但部份作品是反映日本東部或南部的語音。《萬葉集》反映的音系，稱為上代特殊仮名遣。
其他上古日語和現代日語的分別：
- 沒有長元音和雙元音
- 音節不以/r/或濁塞音開始
- 沒有閉音節

部份學者提到上古日語可能和已經消亡的朝鮮半島上的部分語言有關，例如美国语言学家白桂思（Christopher I. Beckwith）认为，朝鲜半岛三国时期的伽倻国使用的伽倻语属日本语族，与日本语存在关联性。但上古日語和其他語言（除了琉球語）的關係，学术界目前所知甚少。

### 音节
《万叶集》中，每个上古日语音节都以一个汉字表示。虽然一个音节有好几个可能用的汉字，且每个字都可能被随机用上，不过经过谨慎分析，88个音节在早期上古日语中完全区分，其代表是《古事记》的和歌（go1和zo1在《古事记》中无语例，来自《万叶集》。）：:49–51:26–27
| a 阿     | ka 加、迦 | ga 賀      | sa 佐     | za 邪      | ta 多  | da 陀  | na 那     | pa 波     | ba 婆  | ma 麻  | ya 夜      | ra 良     | wa 和     |
| i 伊     | ki1 岐    | gi1 芸     | si 斯、志 | zi 士      | ti 知  | di 遅  | ni 爾、迩 | pi1 比    | bi1 毘 | mi1 美 |            | ri 理     | wi 韋     |
| i 伊     | ki2 紀    | gi2 疑     | si 斯、志 | zi 士      | ti 知  | di 遅  | ni 爾、迩 | pi2 斐    | bi2 備 | mi2 微 |            | ri 理     | wi 韋     |
| u 宇     | ku 久     | gu 具      | su 須     | zu 受      | tu 都  | du 豆  | nu 奴     | pu 布     | bu 夫  | mu 牟  | yu 由      | ru 流     |           |
| e 亜     | ke1 祁    | ge1 牙     | se 勢、世 | ze 是      | te 弖  | de 傅  | ne 泥     | pe1 弊    | be1 辨 | me1 賣 | ye 延      | re 禮     | we 恵     |
| e 亜     | ke2 気    | ge2 宜     | se 勢、世 | ze 是      | te 弖  | de 傅  | ne 泥     | pe2 閇    | be2 倍 | me2 米 | ye 延      | re 禮     | we 恵     |
| o 淤、意 | ko1 古    | go1 胡、呉 | so1 蘇    | zo1 俗、蘇 | to1 斗 | do1 度 | no1 怒    | po 富、本 | bo 煩  | mo1 毛 | yo1 用     | ro1 漏,路 | wo 袁、遠 |
| o 淤、意 | ko2 許    | go2 碁     | so2 曾    | zo2 叙     | to2 登 | do2 杼 | no2 能    | po 富、本 | bo 煩  | mo2 母 | yo2 余、與 | ro2 呂    | wo 袁、遠 |

yi和wu是空位。许多现代i、e或o有两个形式，即A型/甲型和B型/乙型，分别下标1和2。:49–51:28–29
mo1和mo2的对立只出现在《古事记》（712年）中，稍晚的《日本书纪》（720年）《万叶集》（759年）已经没有这对立。:51:30有些学者认为po也在《古事记》中有这种对立。:61
所有对立都在平安时代中古日语合流。:84:26
|     | -    | k-   | g-   | s-   | z-  | t-   | d-   | n-   | p-   | b-   | m-   | y-   | r-   | w-   |
| --- | ---- | ---- | ---- | ---- | --- | ---- | ---- | ---- | ---- | ---- | ---- | ---- | ---- | ---- |
| -a  | 4612 | 7616 | 3358 | 3473 | 255 | 5212 | 734  | 5891 | 6450 | 2195 | 6018 | 3184 | 4213 | 2581 |
| -i1 | 3679 | 5771 | 762  | 8070 | 350 | 2195 | 335  | 7101 | 3489 | 585  | 5818 |      | 3901 | 270  |
| -i2 | 3679 | 690  | 404  | 8070 | 350 | 2195 | 335  | 7101 | 756  | 140  | 589  |      | 3901 | 270  |
| -u  | 1556 | 4855 | 444  | 2507 | 904 | 4417 | 1065 | 1449 | 2905 | 389  | 2692 | 2190 | 3656 |      |
| -e1 | 45   | 1145 | 13   | 1220 | 210 | 2831 | 727  | 1425 | 1101 | 203  | 318  | 644  | 2598 | 342  |
| -e2 | 45   | 1011 | 489  | 1220 | 210 | 2831 | 727  | 1425 | 959  | 287  | 1406 | 644  | 2598 | 342  |
| -o1 | 2441 | 1995 | 138  | 536  | 8   | 485  | 269  | 583  | 1870 | 75   | 7788 | 871  | 215  | 3657 |
| -o2 | 2441 | 3407 | 436  | 1206 | 122 | 5848 | 882  | 9618 | 1870 | 75   | 7788 | 1312 | 1177 | 3657 |

- 辅音g、z、d、b和r不出现在词首。[2]:34
- 词不能以纯元音开头。[2]:39
- 罕见元音i2几乎只出现在语素结尾。
- 绝大多数e1、e2和o1也在语素结尾。[2]:49

## 音系
万叶假名区分的音节的具体读音尚无定论。:2
其中一个困难是汉字的中古汉语读音也不确定，且目前的构拟部分是基于较晚的日语汉字词读音，有循环论证的风险。:54–55, 63–64
补充证据来自语言类型学、晚期日语读音和与琉球语的比较。:64–65

### 构拟
上古日语的音节都是（C）V形的开音节，还有一些别的限制：
- 词不以r或浊塞音b、d、z和g开头，少数借词例外。[2]:43
- 纯元音不能出现在词首。[2]:39

1934年，有坂秀世和池上祯造各自独立发现一套音素配列法则，即“有坂-池上法则”。其核心内容是-o2一般不与-a、-o1或-u在同一词根中共现。
一些学者将其解释为更早的元音和谐的痕迹，但它与突厥语系等典型元音和谐语言的例子相当不同。:44

### 元音
用于书写上古日语元音a的汉字可以说明它是前开不圆唇元音/a/。:198–203
元音u是闭后圆唇元音/u/，不同于现代标准日语展唇的/ɯ/。:207–211
万叶假名A/B的区分究竟如何仍未能达成一致。:62
目前最广为接受的观点首先由金田一京助在1938年完成：有8个元音，B型比A型更央。:55
另外，自从1930年代开始、以Roland Lange1968年的工作为代表，A/B的区分又有词中或词尾介音/j/和/w/的有无一说。:55–57:32
双元音假设常与前上古日语联系起来，但所有假设都展示出介音分布的不均衡分布。:32
| i1 | i2 | e1 | e2 | o1 | o2 | Author                                       |
| -- | -- | -- | -- | -- | -- | -------------------------------------------- |
| i  | wi | e  | we | wo | o  | Kikusawa （1935）                            |
| i  | ï  | e  | ë  | o  | ö  | Kindaichi （1938）, Miller （1967）          |
| i  | ïj | e  | əj | o  | ə  | Arisaka （1955）                             |
| ji | i  | je | e  | o  | ɵ  | Hattori （1958）                             |
| ji | i  | je | e  | wo | o  | Lange （1968, 1973）                         |
| i  | wi | je | e  | wo | o  | Unger （1977）、Frellesvig和Whitman （2008） |
| i  | ï  | e  | ɛ  | o  | ɵ  | Ōno （1982）                                 |
| i  | ɨ  | e  | əj | o  | ə  | Miyake （2003）                              |

- mo1和mo2间的区分仅见于《古事记》。
- 这两个音节的对立一定程度上支持更早时*po1、*po2与*bo1、*bo2的对立。[2]:30
- 如果其为真，则Co1和Co2的对立可在除w外一切声母上存在。有人认为这说明Co1可能是Cwo。

#### 前上古日语
大多数学者认为上古日语元音系统可从更早的4元音系统发展来，最常见的上古日语元音a、u、i1和o2分别对应*a、*u、*i和*ə。:44
内部比照法支持其他的较少见的上古日语元音来自4元音间的结合。:80–81
例如，地名take2ti（武智）来自taka-“高”和iti“市场”的缩合。:81:46
另一证据是名词的“露出形”和“被覆形”，如单独词sake2“米酒”（露出形），在复合词中的形式是saka-（被覆形），如sakaduki“酒杯”。
被覆形是词干，露出形可能加了后缀*-i，随后与原有元音缩合。:80:45
- i2 < *ui: kami2/kamu-“神、魂”；[1]:80[2]:45mi2}}/mu-}}“身”；[2]:45[4]:134nagi2/nagu-“平静”。[4]:134
- i2 < *əi: ki2/ko2-“树”；[1]:80[2]:45yomi2/yomo2-“黄泉”。[2]:45
- e1 < *ia: sake1ri“（花）在开”< saki1“开（花）”+ ari“有”。[2]:48[5]:499
- e1 < *iə: pe1ku（人名）< pi1“日”+o2ki1“放”。[2]:48
- e2 < *ai: me2/ma-“目”，[2]:45ame2/ama-“天”、ame2/ama-“雨”、kage2/kaga-“影”。[4]:133
- o1 < *ua: kazo1pu“数（动词）”< kazu“数字”+ apu“合”。[1]:81[2]:48[5]:498–499
- o1 < *uə: sito1ri“一种本土编织方法”< situ“民族服饰”+ori“织”。[1]:81[2]:48[5]:498

还有些支持e2 < *əi的例子：
- se2/so2-“背”、me2/mo2-“芽”[2]:45

有些学者相信它们属于i2<*əi前的更早层次；其他构拟有央元音*ə、*ɨ，在*i前以外的其他地方合流。:499:45–47
其他学者将这一区分归因于方言混合，且注意到*əi在琉球语中演化为e。:661
有些学者还分别为词尾的e1和o1分别构拟*e和*o 。:47–48
几个交替、上代东国日语和琉球语的比较证据支持更早时不在词尾出现的*e和*o，很快在上代中部日语中高化为i1和u。:47–48, 153:32–36
中元音也在一些早期木简和一些现代日语方言中存在。:46–48

### 辅音
音系据三宅英雄（2003）：:196
|      |            | 唇音 | 舌冠音 | 舌冠音 | 硬颚音 | 软腭音 |
| ---- | ---------- | ---- | ------ | ------ | ------ | ------ |
| 塞音 | 清音       | *p   | *t     | *s     |        | *k     |
| 塞音 | 预鼻化浊音 | *ᵐb  | *ⁿd    | *ⁿz    |        | *ᵑɡ    |
| 鼻音 | 鼻音       | *m   | *n     | *n     |        |        |
| 流音 | 流音       |      | *r     | *r     |        |        |
| 近音 | 近音       | *w   |        |        | *j     |        |

清塞音/p, t, s, k/都有浊预鼻化的对子/ᵐb, ⁿd, ⁿz, ᵑɡ/。:196
预鼻化保留至17世纪末（据朝鲜日语口语课本《捷解新语》），在一些现代日语、琉球语方言中仍存在，但在现代日语中，除元音间/ɡ/的鼻音同位异音[ŋ]外已全部消失。:75–76
咝音/s/和/ⁿz/可能在e和i前颚化。:183, 186
琉球语的比较语言学证据支持上古日语p仍是清双唇塞音*p。:194
一般认为词首的p在早期中古日语时变为清双唇擦音[ɸ]，这可由稍晚的葡萄牙人转写f、朝鲜日语课本《捷解新语》中的ph或hw得以确认。现代标准日语罗马音是h，在不同元音前有不同的同位异音。早期中古日语在词中时弱化为[w]，在a以外的元音前消失。:74
许多学者认为p在上古时已经弱化为[ɸ]，三宅英雄认为它仍是塞音。:71, 164–166

#### 前上古日语
内部构拟支持上古日语浊塞音来自清塞音与鼻音的缩合：:73:42–43
- b /ᵐb/ < *-mVp-、*-nVp-：如abi1ki1“拖网”< ami1“网”+pi1ki1“拖”。
- d /ⁿd/ < *-mVt-、*-nVt-：如yamadi“山路”< yama“山”+ mi1ti“路”。
- z /ⁿz/ < *-mVs-、*-nVs-：如murazi“连”< mura“村”+ nusi“主”。
- g /ᵑɡ/ < *-mVk-、*-nVk-。

有时没有有这个元音的证据，有些学者假定更早期的鼻音韵尾。:43
有些语言学家认为上古日语w和y分别来自*b和*d，这一音变早于6世纪的最早文本记录。:71–73
南琉球语群宫古语、八重山语和与那国语有对应上古日语w的/b/，在岛链末端的与那国语有与上古日语y对应的/d/：:195
- ba“我”和bata“胃”对应上古日语wa和wata
- 与那国语da“屋”、du“热水”和dama“山”对应上古日语ya, yu and yama

但许多学者，特别是日本学者认为南琉球语浊塞音是当地的创新。:36–44:7–11*d- > j首先，弱化的情况实质上很罕见，而强化假设的证据包括中古汉语借词中的*j声母也在与那国语中有/d/声母的对应，如dasai“蔬菜”来自中古汉语*jia-tsʰʌi （野菜）。:411454年成书的朝鲜编年史《世宗大王实录》以吏读记录了与那国岛的本土称呼为“閏伊是麼”，中世朝鲜语读作zjuni sima，sima是日本-琉球语基础词“岛”。这是个直接证据，显示强化的中间阶段*j- > *z- > d-，形成现代的/dunaŋ/“与那国”。:43–44
有些支持*b和*d还加上了*z和*g，在上古日语中也因对称原则都消失了。:666
但支持他们的证据非常稀少。:43:68–71

### 音素形态
复合元音通过省略和融合消失。
当单音节语素后继元音开头的多音节语素时，第二个元音失落：:662:39–40
- wa + ga + ipe1 → wagape1

其他环境下，第一个元音失落：:662:39–40
- ake + u → aku
- to2ko2 + ipa → to2ki1pa

其他地方，元音融合：:657
- ko2 + i → ki2

### 重音
虽然现代日语方言有高低重音的声调系统，但万叶假名没有体现。然而《日本书纪》一章中，汉字的选取反映出的可能的声调，与11世纪晚期词典《类聚名义抄》中记录的声调系统似乎可以匹配。这一节里，低调音节和中古汉语平声字对应，高调对应其他三个中古汉语声调。
（和中国古诗平仄的概念很像，为更晚的飞鸟时代时的和歌模仿。）
因此，上古日语的重音系统和中古日语很像。:37–39

## 特點
上古日語的一個重要特徵是辭彙的組成。雖然現代日語中漢字詞的比例比起和語較多，在古代，中國文化尚未大舉傳入之時，作為外來借詞引入的漢語數量較少，和語佔大多數。
在發音方面亦有很大不同。上代特殊假名遣的元音數量不同於現代，就輔音而言現代也比當時略有弱化，上古日語的輔音有時是比現代日語更「強」的音。例如，「母」在上古日語為papa（papa），中古日語弱化為fafa （ɸaɸa），最終弱化為hawa（hawa）或haha（haha，現代音）（参见ハ行转呼）。有說法認為因為漢字音所引起的「音便」還未發生，當時還沒有「撥音」（ン）與「促音」（ッ）；也有說法認為當時的「撥音」與「促音」還不能代表一個音拍（mora）。

### 代词
许多上古日语代词都有一长一短两种形式，长形式加了来源未知的-re。长形式即自由形式或“露出形”，单独出现时使用；当加属格助词或在名词性复合词中时，用短形式。此外的情况用哪个都可以。:136–137
人称代词的属格标记是ga，no2用在指示词和名词上。:138
- 第一人称代词是a（re）和wa（re），分别是单数和复数，有时有重叠。wa-也用于反身代词，这可以说明wa本来是不定代词，逐渐取代a形式。[2]:138
- 第二人称代词是na（re）。[2]:136
- 第三人称代词si派生自非近指指示词so2，词频也小得多。[2]:138–139
- 疑问代词ta（re）}}和反身代词o2no2。[2]:136

指示词一般区分近指（距说话者）和非近指形式：ko2-}}和so2-}}。
许多形式都有对应的加i（du）-的疑问词形式。:139–140
|      | 近指      | 非近指 | 疑问      |
| ---- | --------- | ------ | --------- |
| 名词 | ko2（re） | so2    | idu（re） |
| 位置 | ko2ko2    | so2ko2 | iduku     |
| 方向 | ko2ti     | so2ti  | iduti     |
| 程度 | ko2kV-    | so2kV- | iku-      |
| 方式 | ka        | sate   | –         |
| 方式 | kaku      | sika   | ika       |
| 时间 | –         | –      | itu       |

早期中古日语中，非近指的so-形式转化为基于听者的中指指示词，基于说者的形式被分为近指ko-和远指ka-/a-，形成现代日语典型的三向区分。:140, 246–247

## 方言
關於當時的方言，至少有兩種，即當時作為標準語的中央（現在的關西）方言與萬葉集等稱為（東部話）的關東方言。虽然大多数上古日语材料都反映中日本奈良方言，有些材料也来自东日本：:11–14:159:23–24, 151* 《万叶集》卷十四收有230首“东歌”；* 《万叶集》卷二十93（有人认为是101首）首防人歌；* 《日向国风土记》9首（于714–718年记录，但据17世纪末最古的手抄本，已有显著的讹误:1）。它们记录的上代东国方言:1与上代中部方言有些差异：
- 在前元音i和e前没有A/B对立，但区分o1和o2；[2]:152* 前上古日语*ia演化为a，上代中部方言是e1；[2]:152
- 辅音词干动词连体形以-o1结尾，而上代中部方言连体形和终止形均以-u结尾。[2]:152–153琉球语中有类似现象，这可以说明上代中部方言经历过不同元音的合流。[13]:189* 元音词干动词命令形加-ro2，而不是上代中部方言-yo2。[2]:153* 有一群特色否定助词，但似乎不与现代日语方言有关。[2]:153
- 大量阿伊努语借词。[14]:13–15

## 注脚
1. 1 2 3 4 5 6 7 8 9 10 11 12 13 14 15 16 17 18 19 20 21 22 23 24 25 26 27 28 29 30 31 32  Miyake 2003.
2. 1 2 3 4 5 6 7 8 9 10 11 12 13 14 15 16 17 18 19 20 21 22 23 24 25 26 27 28 29 30 31 32 33 34 35 36 37 38 39 40 41 42 43 44 45 46 47 48  Frellesvig 2010.
3. ↑  Frellesvig 2020.
4. 1 2 3 4 5  Shibatani 1990.
5. 1 2 3 4  Erickson 2003.
6. 1 2 3 4 5  Unger 2000.
7. 1 2 3 4  Vovin 2010.
8. ↑  Osterkamp 2017.
9. ↑  Pellard 2020.
10. ↑  Frellesvig.
11. ↑  Vovin 2020.
12. 1 2  Kupchik 2011.
13. ↑  Bentley 2012.
14. ↑  Vovin 2014.